# Fanny Benedetti
Pour les articles homonymes, voir Benedetti.
 (juillet 2022).
Fanny Benedetti est une juriste française experte en droit international et en questions de genre. Elle a travaillé comme consultante indépendante auprès d’organisations non gouvernementales, d’organisations intergouvernementales et de gouvernements sur des questions liées aux droits humains, à la diplomatie multilatérale, à l’évaluation de l’impact social et à la coopération internationale,.

## Biographie
Elle a participé aux négociations du traité pour une Cour pénale internationale en 1997 et 1998 et aux négociations de la Convention d'Istanbul du conseil de l'Europe entre 2009 et 2011. Elle enseigne à Sciences Po (PSIA) un cours intitulé "What has the UN done for women's rights and gender equality?". Elle est diplômée de l'Université Paris X et du Washington College of Law (L.L.M.)

## Interventions publiques
Fanny Benedetti est régulièrement sollicitée par les acteurs publics, privés et les médias pour son expertise et pour commenter l'actualité relative aux enjeux d'égalité femmes-hommes, de féminisme et d'égalité de genre,,,,,,,de transition écologique,,,, de solidarité internationale,, justice pénale internationale et transitionelle, conflits armés.

## Publications
- Fanny Benedetti, Lorelei Colin, Julie Rousseau, luttes feministes à travers le monde, revendiquer l'égalité de genre depuis 1995, UGA Editions, 2023  (ISBN 978-2-37747-390-8)
- (en) Fanny Benedetti, Karine Bonneau et John L. Washburn, Negotiating the International Criminal Court, Brill Nijhoff, 1er janvier 2014 (ISBN 978-90-04-26060-3, lire en ligne)
- Fanny Benedetti and John L. Washburn, Drafting the International Criminal Court Treaty: Two Years to Rome and an Afterword on the Rome Diplomatic Conference, Global Governance, Vol. 5, No. 1 (Jan.–Mar. 1999), pp. 1–37 (37 pages)[réf. nécessaire]
- Benedetti, Fanny. "Haiti's Truth and Justice Commission." Human Rights Brief 3, no. 3 (1996): 4-5.[réf. nécessaire]